# Uniwersytet Mariborski
Uniwersytet Mariborski, Uniwersytet w Mariborze (słoweń. Univerza v Mariboru) – słoweński uniwersytet w Mariborze, druga (po Uniwersytecie Lublańskim) pod względem wieku uczelnia w kraju.

## Historia
W 1859 Antoni Marcin Slomšek założył w Mariborze seminarium duchowne. Wydziały ekonomii, biznesu i technologii utworzono w 1959, rolnictwa i prawa w 1960, a pedagogiczny w 1960. Oficjalnie uniwersytet powstał 19 września 1975.  

## Rektorzy
- dr Vladimir Bračič (1975–1979)
- dr Dali Đonlagić (1979–1983)
- dr Dane Melavc (1983–1987)
- dr Alojz Križman (1987–1993)
- dr Ludvik Toplak (1993–2002)
- dr Ivan Rozman (2003–2011)
- dr Danijel Rebolj (2011–2015)
- dr Igor Tičar (od 2015)

## Znani absolwenci
- Feri Horvat, polityk
- Drago Jančar, pisarz
- Ljudmila Novak, polityk

## Wydziały
- Wydział Rolnictwa i Nauk Przyrodniczych
- Wydział Sztuki
- Wydział Chemii i Inżynierii Chemicznej
- Wydział Inżynierii Lądowej
- Wydział Kryminalistyki
- Wydział Elektrotechniki i Informatyki
- Wydział Ekonomii i Biznesu
- Wydział Pedagogiczny
- Wydział Energetyki
- Wydział Prawa
- Wydział Inżynierii Mechanicznej
- Wydział Medyczny
- Wydział Nauk o Zdrowiu
- Wydział Nauki Organizacyjnej
- Wydział Nauk Społecznych
- Wydział Logistyki
- Wydział Turystyki
- Wydział Nauk Ścisłych i Matematyki